# Artina
Artina je nenaseljeni otočić u hrvatskom dijelu Jadranskog mora.
Njegova površina iznosi 0,033 km². Dužina obalne crte iznosi 0,8 km.

## Vanjske poveznice
|  | Zajednički poslužitelj ima još gradiva o temi Artina |